# Leioproctus deltivagus
Leioproctus deltivagus är en biart som först beskrevs av Dmitriy Alekseevich Ogloblin 1948.  Leioproctus deltivagus ingår i släktet Leioproctus och familjen korttungebin. Inga underarter finns listade i Catalogue of Life.